# Yugur
Die Yugur (auch Yuguren, veraltet Gelbuiguren, eigentlich Sarı Yoğur „Gelbe Uiguren“; chinesisch 裕固族, Pinyin Yùgùzú) sind eine der kleinsten der 55 offiziell anerkannten ethnischen Minderheiten der Volksrepublik China. Nach der letzten Volkszählung im Jahr 2010 zählen sie 14.378 Menschen. Sie leben vor allem im Autonomen Kreis Sunan der Yugur (肃南裕固族自治县), der zum Verwaltungsgebiet der Stadt Zhangye in der Provinz Gansu gehört.

## Sprache
Bei den Yugur sind drei Sprachen verbreitet: Etwa ein Drittel der Bevölkerung spricht Ost-Yugurisch, auch Engger genannt (eine mongolische Sprache), ein weiteres Drittel spricht West-Yugurisch, auch Yohur genannt (eine Turksprache). Das verbleibende Drittel spricht nur noch Chinesisch, das auch als Verkehrssprache zwischen Ost- und West-Yugur dient, da nur wenige Yugur beide yugurische Sprachen beherrschen. Höhere Lamas und einzelne gebildete Yugur beherrschen zusätzlich die tibetische Sprache.

## Religion
Der Buddhismus war den Türken bereits zur Zeit des ersten türkischen Reiches (552–585/630) bekannt und kam später bei den Uiguren in der Zeit der uigurischen Stadtstaaten vom 9. Jahrhundert an zu einer Blüte. Nach der weitgehenden Islamisierung Turkestans und Xinjiangs im 15. Jahrhundert lebte der Buddhismus unter den türkischen Völkern bis offenbar ins 18. Jahrhundert nur noch in Tuwa und Gansu weiter. Die West-Yugur, die Altaier, die Tuwiner und die Kirgisen (nur in Dorbiljin und Fuyu) sind die letzten vier türkischen Völker, die dem Buddhismus treu geblieben sind. Die Yugur hatten bis in die 1970er Jahre Schamanen. Das Wissen um die schamanischen Praktiken ging jedoch mit dem letzten Schamanen weitgehend verloren. Dennoch konnten sich einige schamanistische Bräuche und Traditionen innerhalb des indigenen Buddhismus bis heute erhalten.

## Geschichte
Nach der Zerstörung des Uigurischen Kaganats ungefähr 840 zogen viele Uiguren nach Südwesten in die Stadtstaaten Turpan, Qočo, Beshbalik und Kuqa; andere – die Gelben Yuguren – zogen in die Städte des Gansu-Korridors und erhielten Hilfe von Guiyijun.